# Севіндж Джафарзаде
Севіндж Фаїль кизи Джафарзаде (Жафарзаде) (азерб. Sevinc Cəfərzadə; нар. 1 червня 1996, Віравул, Ленкоранський район, Азербайджан) — азербайджанська футболістка, нападниця «Краснодару». Гравчиня збірної Азербайджану.

## Клубна кар'єра
Народилася 1 червня 1996 року в селі Віравул Ленкоранського району Азербайджану в родині робітників. Стала третьою серед чотирьох дитиною. Вихованка азербайджанського футболу. Виступала за німецький клуб «Боблінген», а також азербайджанські колективи «Закатала» та «Фідан».
Влітку 2017 року перейшла до російського клубу «Дончанка» (Азов). Дебютний матч у вищій лізі Росії зіграла 7 серпня 2017 року проти клубу «Зірка-2005», замінивши на 44-ій хвилині Ганну Костіну. Свій перший м'яч забила 28 вересня 2017 року в ворота клубу «Рязань-ВДВ». Всього за половину сезону зіграла 5 матчів та відзначилася одним голом у вищій лізі, а її команда зайняла останнє місце й вилетіла в першу лігу.
На початку 2018 року перейшла до іншого російський клуб — «Кубаночка» (Краснодар), в своєму першому сезоні зіграла 12 матчів та відзначилася 2-ма голами. У 2019 році стала бронзовою призеркою чемпіонату Росії, зігравши за сезон у 18-ти з 20-ти матчів свого клубу. З 2020 року виступала за «Єнісей», за який провела 11 матчів. З 2021 року захищає кольори «Краснодару».

## Кар'єра в збірній
У футболці дівочої збірної Азербайджану (WU-16) дебютувала в поєдинку проти одноліток з Уельсу. Потім виступала за збірні Азербайджану (WU-17), (WU-19) та (WU-21). Була капітаном молодіжної збірної.
У національній збірній Азербайджану розпочала виступати ще з 16-річному віку, в 2010 році.